# 10 de agosto nos Jogos Olímpicos de Verão de 2008
10 de agosto foi o quarto dia de competições dos Jogos Olímpicos de Verão de 2008. Neste dia foram disputadas competições de vinte e um esportes.

## Esportes
| - Badminton - Basquetebol - Boxe - Ciclismo - Esgrima - Futebol - Ginástica - Halterofilismo - Handebol - Hipismo - Hóquei sobre a grama | - Judô - Natação - Pólo aquático - Remo - Saltos ornamentais - Tênis - Tiro - Tiro com arco - Vela - Voleibol |

## Destaques do dia

### Basquetebol
Na primeira rodada do torneio masculino de basquetebol, a atual campeã Argentina perde para a Lituânia com uma cesta nos últimos segundos de jogo (79 x 75), e os Estados Unidos derrotam os anfitriões (101 x 70).

### Ginástica artística
Pela primeira vez na história o Brasil competirá na final feminina por equipes da modalidade. O grupo de seis atletas se classificou em sétimo lugar.

### Natação
- 400m medley masculino: O estadunidense Michael Phelps quebra o recorde mundial (e, conseqüentemente, o recorde olímpico, que ele já havia batido na eliminatória) da prova e conquista o primeiro dos oito ouros que busca nestes Jogos. O brasileiro Thiago Pereira termina a prova em oitavo lugar, melhorando a sua posição em relação a Atenas 2004, quando chegou em 16º.[4]

- 400m medley feminino: Kirsty Coventry, do Zimbabwe, conquista a sua quarta medalha olímpica após chegar em segundo nos 400m medley, na prova vencida pela australiana Stephanie Rice (quebrando o recorde mundial). Além das medalhas de Coventry (um ouro, duas pratas e um bronze em duas edições dos Jogos), o Zimbabwe só conquistou mais uma medalha, no Hóquei sobre a grama nos Jogos Olímpicos de 1980.[5]

### Tênis
Por conta de fortes chuvas que caíram sobre Pequim, trinta e seis partidas do torneio de tênis foram adiadas para a segunda-feira, incluindo as estreias de Roger Federer e Rafael Nadal, favoritos ao ouro.

## Campeões do dia
| Modalidade         | Evento                             | Atleta(s) | País                | Recorde |
| ------------------ | ---------------------------------- | --- | ------------------- | ------- |
| Tiro com arco      | Equipes femininas                  | Park Sung Hyun, Yun Ok-Hee, Joo Hyun-Jung                                                                          | KOR Coreia do Sul   |         |
| Ciclismo           | Estrada feminino                   | Nicole Cooke | GBR Grã-Bretanha    |         |
| Saltos ornamentais | Trampolim 3m sincronizado feminino | Guo Jingjing e Wu Minxia                                                                                           | CHN China           |         |
| Esgrima            | Espada individual masculino        | Matteo Tagliariol                                                                                                  | ITA Itália          |         |
| Judô               | Até 66 kg masculino                | Masato Uchishiba                                                                                                   | JPN Japão           |         |
| Judô               | Até 52 kg feminino                 | Xian Dongmei | CHN China           |         |
| Tiro               | Fossa olímpica masculino           | David Kostelecký                                                                                                   | CZE República Checa | OR      |
| Tiro               | Pistola de ar 10 m feminino        | Guo Wenjun | CHN China           | OR      |
| Natação            | 400m livre masculino               | Park Tae-Hwan | KOR Coreia do Sul   |         |
| Natação            | 400m medley masculino              | Michael Phelps | USA Estados Unidos  | WR      |
| Natação            | 4x100m livre feminino              | Inge Dekker, Ranomi Kromowidjojo, Femke Heemskerk, Marleen Veldhuis Elims.: Hinkelien Schreuder, Manon van Rooijen | NED Países Baixos   | OR      |
| Natação            | 400m medley feminino               | Stephanie Rice | AUS Austrália       | WR      |
| Halterofilismo     | Até 56 kg masculino                | Long Qingquan | CHN China           |         |
| Halterofilismo     | Até 53 kg feminino                 | Prapawadee Jaroenrattanatarakoon                                                                                   | THA Tailândia       | OR      |

## Líderes do quadro de medalhas ao final do dia 10
| Ordem | País                | Medalha de ouro | Medalha de prata | Medalha de bronze |   |
| ----- | ------------------- | --------------- | ---------------- | ----------------- | - |
| 1     | CHN China           | 6               | 2                |                   | 8 |
| 2     | KOR Coreia do Sul   | 3               | 2                |                   | 5 |
| 3     | USA Estados Unidos  | 2               | 2                | 4                 | 8 |
| 4     | CZE República Checa | 2               |                  |                   | 2 |
| 5     | ITA Itália          | 1               | 2                | 1                 | 4 |